# Albatros chathamský
Albatros chathamský (Thalassarche eremita) je středně velký druh albatrosa z rodu Thalassarche, který je znám pouze z jediné kolonie na ostrůvku The Pyramid, který leží jižně od Pittova ostrova (součást Chathamských ostrovů v jižním Pacifiku).

## Systematika
Albatros chathamský byl dlouhou dobu považován za konspefický s albatrosem šelfovým (Thalassarche cauta), snarským (Thalassarche salvini) a bělohlavým (Thalassarche steadi). C. J. R. Robertson a G. B. Nunn v roce 1988 však navrhli rozdělení původního taxonu do 4 druhů, což akceptovala řada dalších taxonomických autorit jako IOU nebo ACAP. Druhové jméno eremita pochází z latiny, ve které znamená „poustevník“.

## Popis
Tento mořský pták dosahuje délky těla 90–100 cm a rozpětí křídel 220 cm. Samec váží kolem 3,6–4,7 kg, samice 3,1–3,9 kg. Hlava, krk a šíje jsou tmavě šedé. Hruď a celá spodina je čistě bílá, která je od tmavě šedého krku jasně vymezena. Od báze zobáku k oku se táhne tmavý proužek, který druhu dává poněkud zamračený výraz. Spodní strana křídel je většinou bílá, avšak podél okrajů se táhnou nápadně kontrastní tenké černé lemy. Horní strana křídel je tmavá, hřbet je o něco světlejší než svrchní strana křídel. Ocas je tmavě šedý. Zobák je sytě tmavě žlutý, spodní čelist má černé zakončení. U báze zobáku se nachází sytě oranžová kůže, která je zvláště výrazná při rozevření zobáku. Nohy jsou narůžověle modrošedé. Nedospělý jedinec má tmavší zobák a černou hlavu a krk.

## Rozšíření
Jedná se o typický pelagický ptačí druh, který tráví veškerý čas mimo hnízdění na otevřeném moři. Hnízdí pouze na jediné známe lokalitě, a sice na 1,7 ha velkém ostrůvku The Pyramid, který leží jižně od Pittova ostrova (součást Chathamských ostrovů v jižním Pacifiku). Tento ostrov patří politicky k Novém Zélandu, a jedná se tedy o jednoho ze 7 albatrosů endemických Novém Zélandu. V době hnízdění shání potravu typicky mezi 38–48° j. š. na jih a na západ od Chathamských ostrovů, avšak může se krmit až u novozélandských břehů nebo dokonce u Tasmánie. Na zimu migruje do moří od střední části Chile po Peru. Zatoulaní jedinci byli pozorováni u břehů Jihoafrické republiky.
Podle sčítání z let 1999–2010 se na ostrůvku The Pyramid nachází kolem 5300 hnízdních párů albatrosů chathamských, což odpovídá zhruba 11 000 dospělcům neboli 16 000 všech jedinců (tzn. včetně mláďat a nedospělých albatrosů).

## Biologie
Na moři jsou převážně samotářští a na rozdíl od některých jiných druhů albatrosů nepronásledují rybářské lodě.

### Potrava
Potravu sbírají převážně z hladiny moře, avšak mohou se i nakrátko potápět do mělkých hloubek. Do jejich jídelníčku patří ryby, desetiramenatci a kril. V době hnízdění shání potravu ve vzdálenosti 400–600 km od své kolonie.

### Hnízdění

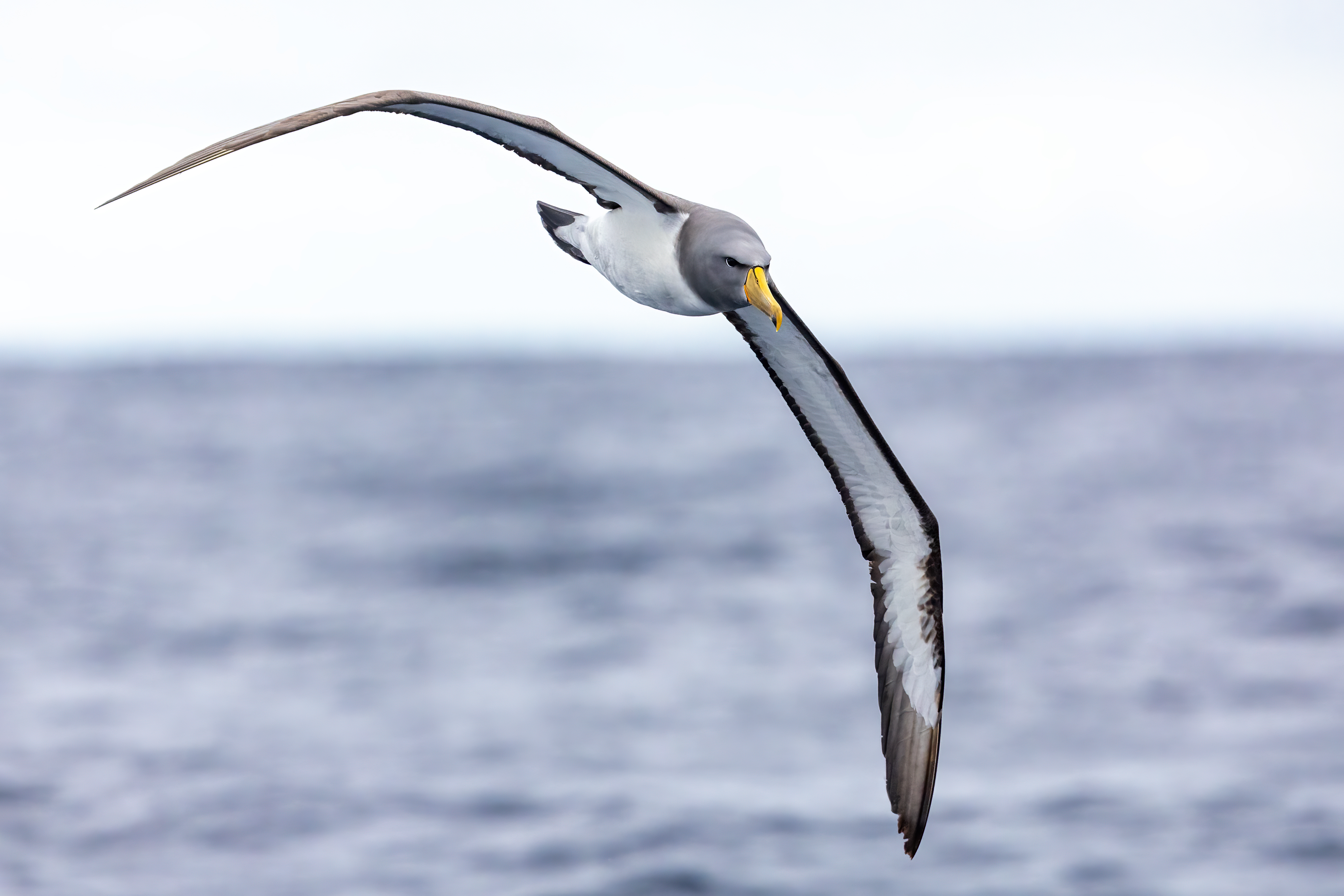
Albatros chathamský v letu

Hnízdí každoročně mezi zářím a dubnem. Albatrosi chathamští však dolétávají do své kolonie již v srpnu. Utváří dlouhodobé monogamní páry a oba partneři se podílejí na inkubaci i výchově mláďat. Podobně jako ostatní druhy albatrosů, i u albatrosa chathamského dochází k propracovaným námluvním ritualizovaným tancům, které zahrnují společné klapání zobáky, vzájemné čištění peří či různé vizuální pózy jako uklánění, podřepávání nebo natáčení hlav vzhůru. Jedná se o koloniálního hnízdiče, jehož hnízda pokrývají takřka veškerou plochu ostrůvku The Pyramid. Typický hnízdní habitat utváří skalní římsy a strmé svahy. Stejně jako ostatní albatrosi, i albatros chathamský klade jen jedno vejce. Bělavě zbarvené oválné vejce měří 102×66 mm. Hnízdo představuj mělký dolíček šálkovitého tvaru na hromádce tvořené zeminou, šterkem, guánem a vegetací. V případě vhodného umístění na suchém krytém místě může taková hromádka vydržet i dlouhé roky. Pár albatrosů si tutéž hromádku každoročně opraví, až může dorůstat do výše 1,5 m. Inkubace trvá 68–72 dní, mláďata se rodí v listopadu a prosinci. Po vyklubání zůstávají na hnízdě po dalších 120–140 dní, během kterých se o ně starají rodiče. V březnu až květnu dochází k jejich osamostatnění a společně s rodiči se rozlétnou na moře. Do kolonie se vrací ve 4. roce života, nejdříve však zahnizďují v 7. roce, typicky ještě o několik let později.

## Ohrožení
Mezinárodní svaz ochrany přírody hodnotí druh jako zranitelný, protože hnízdiště albatrosa chathamského jsou koncentrována do jediné lokace, kde je druh vystaven potenciálnímu nebezpečí ze strany člověka nebo nenadálým přírodním katastrofám jako jsou např. velké bouře, které mohou poškodit kolonie nebo vyplavit dostupnou zeminu do moře. K hlavním ohrožením druhu na moři patří interakce s komerčními rybářskými loděmi, a to jak tralovacími, tak loděmi chytajícími na dlouhé šňůry. Populace druhu je patrně stabilní. V minulosti byla mláďata sbírána lidmi a k občasnému sbírání ptáčat snad může docházet i nadále. Hnízda mohou být někdy poničena lachtany.